# Dia Mundial de la Justícia Social
El Dia Mundial de la Justícia Social és un dia internacional que reconeix la necessitat de promoure la justícia social, i aplega esforços per abordar qüestions com la pobresa, l'exclusió social, la igualtat de gènere, l'atur, els drets humans i la protecció social.
El 26 de novembre de 2007, l'Assemblea General de les Nacions Unides va declarar el 20 de febrer com el Dia Mundial de la Justícia Social. La Declaració se centra a garantir resultats equitatius per a tothom mitjançant l'ocupació, la protecció social, el diàleg social i els principis i drets fonamentals. Algunes organitzacions com les Nacions Unides, l'American Library Association o l'Organització Internacional del Treball fan declaracions sobre la importància de la justícia social per a la vida de les persones.

## Dia de la Justícia Social docent
Els temes idonis per a ensenyar als estudiants sobre la necessitat de justícia social inclouen, entre d'altres, la pobresa infantil, la ciutadania mundial, els drets humans i el desenvolupament sostenible. Oxfam ha proposat una reflexió sobre el dret a l'alimentació i el sistema alimentari global en què l'alumnat té l'oportunitat de compartir els seus pensaments i experiències.